# 쇼타콘
쇼타콘(일본어: ショタコン)은 쇼타로 콤플렉스(일본어: 正太郎コンプレックス)의 줄임말로 어린 남성에게 호감 또는 애정 성적흥분을 느끼는 사람을 말한다. 쇼타로 컴플렉스라는 말은 1980년대 초반부터 사용되기 시작했는데, 일본의 애니메이션 《철인 28호》의 카네다 쇼타로라는 캐릭터의 이름에서 유래했다.

## 같이 보기
- 로리콘 (로리타 컴플렉스) / 소아성애증
- 야오이
- BL
- 헨타이
- 나의 피코
- E-Hentai